# A Kakegurui epizódjainak listája
Ez a lista a Kavamoto Homura által írt és Naomura Tóru által illusztrált Kakegurui mangasorozat animefeldolgozásának epizódjait sorolja fel.
A MAPPA stúdió által animált televíziós animesorozat 2017. július 1. és 2017. szeptember 23. között került adásba a Tokyo MX, az MBS, a BS11, az RKB és a TVA csatornákon. A sorozatot Hajasi Júicsiró rendezte, a forgatókönyvet Kobajasi Jaszuko írta, Akita Manabu pedig a szereplők tervezéséért felelt. A sorozat zenéjét a Technoboys Pulcraft Green-Fund szerezte. A nyitótémát, a Deal with the Devil-t Tia, míg a LAYon-theLINE című zárótémát a D-Selections adja elő. A sorozat 12 epizódon keresztül futott.  DVD-n és BD-n Japánban az Avex Pictures adta ki hat kötetben, kötetenként két epizóddal 2017. október 13. és 2018. március 9. között. A forgalmazási és vetítési jogait Japánon kívül, így Magyarországon is, a Netflix szerezte meg, míg az Egyesült Királyságban és Írországban az Anime Limited licencelte a sorozatot házi videózás céljából történő terjesztésre. A Sentai Filmworks 2021. november 30-án adta ki Blu-rayen, új angol szinkronnal.
A második évadot, Kakegurui ×× (賭ケグルイ××) címmel 2019. január 8. és 2019. március 26. között vetítette az MBS, a TVA, a Tokyo MX, az RKB és a BS NTV. A szereposztás és a stáb is visszatért a második évadra, Macuda Kijosi csatlakozott rendezőként Hajasi Júicsiró mellé. A második évad nyitótémája a Kono jubi tomare (コノユビトマレ; Hepburn: Kono yubi tomare) JUNNA előadásában, míg a záródal az AlegriA a D-selectionstől. A második évad is 12 epizódból áll. Japánban az Avex Pictures két Blu-ray gyűjteménykötetet adott ki hat-hat epizóddal 2019. május 17-én és 2019. június 28-án. Japánon kívül − így Magyarországon − a Netflix tette elérhetővé 2019. június 13-án, a magyar szinkront 2022 augusztusában aktiválták.
2021 novemberében jelentették be, hogy a Kakegurui Twin ONA-feldolgozást kap a MAPPA készítésében. A sorozatot Makita Kaori rendezte Hajasi Júicsiró vezető rendező mellett, a forgatókönyvet Murakosi Sigeru írta, a szereplőket Nii Manabu tervezte, míg a zenét a Technoboys Pulcraft Green-Fund szerezte. A 6 epizódból álló sorozat 2022. augusztus 4-én, a Netflixen vált elérhetővé világszerte, Magyarországon Kakegurui ikrek címmel, melyhez magyar szinkront is elérhetővé tettek. A zárótéma a Queens Bluff az Iristól, míg a nyitótéma instrumentális.

## Epizódlista

### Kakegurui(2017)
| #   | Epizód címe                                                                        | Első japán sugárzás  |
| --- | ---------------------------------------------------------------------------------- | -------------------- |
| 1.  | ' Dzsabami Jumeko to iu onna (蛇喰夢子という女; Hepburn: Jabami Yumeko to iu onna) | 2017. július 1.      |
|     |                                                                                    |                      |
| 2.  | ' Cumannai onna (つまんない女; Hepburn: Tsumannai onna)                            | 2017. július 8.      |
|     |                                                                                    |                      |
| 3.  | ' Itome no onna (糸目の女)                                                         | 2017. július 15.     |
|     |                                                                                    |                      |
| 4.  | ' Kacsiku ni natta onna (家畜になった女; Hepburn: Kachiku ni natta onna)           | 2017. július 22.     |
|     |                                                                                    |                      |
| 5.  | ' Ningen ni natta onna (人間になった女)                                            | 2017. július 29.     |
|     |                                                                                    |                      |
| 6.  | ' Szaszou onna (誘う女; Hepburn: Sasou onna)                                       | 2017. augusztus 12.  |
|     |                                                                                    |                      |
| 7.  | ' Kjozecu szuru onnatacsi (拒絶する女たち; Hepburn: Kyozetsu suru onnatachi)       | 2017. augusztus 19.  |
|     |                                                                                    |                      |
| 8.  | ' Ai odoru onna (愛踊る女)                                                         | 2017. augusztus 26.  |
|     |                                                                                    |                      |
| 9.  | ' Jumemiru onna (夢見る女; Hepburn: Yumemiru onna)                                 | 2017. szeptember 2.  |
|     |                                                                                    |                      |
| 10. | ' Szentaku szuru onna (選択する女; Hepburn: Sentaku suru onna)                     | 2017. szeptember 9.  |
|     |                                                                                    |                      |
| 11. | ' Dzsinszei o kakeru onna (人生を賭ける女; Hepburn: Jinsei o kakeru onna)          | 2017. szeptember 16. |
|     |                                                                                    |                      |
| 12. | ' Kakegurui no onna (賭ケグルイの女)                                               | 2017. szeptember 23. |
|     |                                                                                    |                      |

### Kakegurui ××(2019)
| #         | Epizód címe | Első japán sugárzás | Első magyar (Netflix) sugárzás |
| --------- | --- | ------------------- | ------------------------------ |
| 13. (1.)  | A szerencsejáték-kényszeres lányok visszatérnek Futatabi kakeguruu onnatacsi (再ビ賭ケ狂ウ女タチ; Hepburn: Futatabi kakeguruu onnatachi) | 2019. január 8.     | 2019. június 13.               |
|           | |                     |                                |
| 14. (2.)  | A Momobami-klán lányai Momobami icsizoku no onnatacsi (百喰一族の女たち; Hepburn: Momobami ichizoku no onnatachi)                        | 2019. január 15.    | 2019. június 13.               |
|           | |                     |                                |
| 15. (3.)  | Az elérhetetlen lány Kono onna fureru bekarazu (この女触れるべからず)                                                                    | 2019. január 22.    | 2019. június 13.               |
|           | |                     |                                |
| 16. (4.)  | Az összekötött lányok Cúdzsiru onnatacsi (通じる女たち; Hepburn: Tsūjiru onnatachi)                                                      | 2019. január 29.    | 2019. június 13.               |
|           | |                     |                                |
| 17. (5.)  | A változó lány Kavaru onna (かわる女; Hepburn: Kawaru onna)                                                                              | 2019. február 5.    | 2019. június 13.               |
|           | |                     |                                |
| 18. (6.)  | A hollywoodi lány Hollywood Star no onna (ハリウッドスターの女; Hariuddo szutá no onna; Hepburn: Hariuddo sutā no onna)                  | 2019. február 12.   | 2019. június 13.               |
|           | |                     |                                |
| 19. (7.)  | Az áruló lány Uragiri no onna (裏切りの女)                                                                                               | 2019. február 19.   | 2019. június 13.               |
|           | |                     |                                |
| 20. (8.)  | A legyőzhetetlen lány Makenai onna (負けない女)                                                                                          | 2019. február 26.   | 2019. június 13.               |
|           | |                     |                                |
| 21. (9.)  | A szomszéd lány Hata no onna (傍の女) | 2019. március 5.    | 2019. június 13.               |
|           | |                     |                                |
| 22. (10.) | A logikus lány Ri no onna (理の女) | 2019. március 12.   | 2019. június 13.               |
|           | |                     |                                |
| 23. (11.) | Az X lány Bacu o szeou onna (×を背負う女; Hepburn: Batsu o seou onna)                                                                    | 2019. március 19.   | 2019. június 13.               |
|           | |                     |                                |
| 24. (12.) | A nullás lány Rei no onna (零の女) | 2019. március 26.   | 2019. június 13.               |
|           | |                     |                                |

## ONA

### Kakegurui ikrek(2022)
| #  | Epizód címe                                                                                                  | Megjelenés (Netflix) | Megjelenés magyar nyelven (Netflix) |
| -- | --- | -------------------- | ----------------------------------- |
| 1. | Egy Saotome Mary nevű lány Szaotome Meari toiu onna (早乙女芽亜里という女; Hepburn: Saotome Meari toiu onna) | 2022. augusztus 4.   | 2022. augusztus 4.                  |
|    | |                      |                                     |
| 2. | A kiszemelt lány Neravareru onna (狙われる女; Hepburn: Nerawareru onna)                                      | 2022. augusztus 4.   | 2022. augusztus 4.                  |
|    | |                      |                                     |
| 3. | Az áruló lány Uragiri no onna (裏切りの女)                                                                   | 2022. augusztus 4.   | 2022. augusztus 4.                  |
|    | |                      |                                     |
| 4. | A lányok, akik vallanak Kokuhaku szuru onnatacsi (告白する女たち; Hepburn: Kokuhaku suru onnatachi)          | 2022. augusztus 4.   | 2022. augusztus 4.                  |
|    | |                      |                                     |
| 5. | Az őszinte lány Dzsiccsoku na onna (実直な女; Hepburn: Jicchoku na onna)                                     | 2022. augusztus 4.   | 2022. augusztus 4.                  |
|    | |                      |                                     |
| 6. | Az ellenszegülő lány Aragau onna (抗う女)                                                                    | 2022. augusztus 4.   | 2022. augusztus 4.                  |
|    | |                      |                                     |

## DVD- és Blu-ray-kiadások

### Japán DVD- és Blu-ray-megjelenések
| Kötet              | Formátum | Megjelenés dátuma  | Epizódok | Lemezek száma | Kiadó         | Források      |
| ------------------ | -------- | ------------------ | -------- | ------------- | ------------- | ------------- |
| Kakegurui 1. kötet | DVD / BD | 2017. október 13.  | 1–2.     | 1             | Avex Pictures | [ 5 ] [ 6 ]   |
| Kakegurui 2. kötet | DVD / BD | 2017. november 10. | 3–4.     | 1             | Avex Pictures | [ 25 ] [ 26 ] |
| Kakegurui 3. kötet | DVD / BD | 2017. december 15. | 5–6.     | 1             | Avex Pictures | [ 27 ] [ 28 ] |
| Kakegurui 4. kötet | DVD / BD | 2018. január 12.   | 7–8.     | 1             | Avex Pictures | [ 29 ] [ 30 ] |
| Kakegurui 5. kötet | DVD / BD | 2018. február 9.   | 9–10.    | 1             | Avex Pictures | [ 31 ] [ 32 ] |
| Kakegurui 6. kötet | DVD / BD | 2018. március 9.   | 11–12.   | 1             | Avex Pictures | [ 7 ] [ 8 ]   |

| Kötet                | Formátum | Megjelenés dátuma | Epizódok | Lemezek száma | Kiadó         | Források |
| -------------------- | -------- | ----------------- | -------- | ------------- | ------------- | -------- |
| Kakegurui ×× BD-BOX1 | BD       | 2019. május 17.   | 1–6.     | 2             | Avex Pictures | [ 17 ]   |
| Kakegurui ×× BD-BOX2 | BD       | 2019. június 28.  | 7–12.    | 2             | Avex Pictures | [ 18 ]   |

### Észak-amerikai Blu-ray-megjelenések
| Kötet                                | Formátum | Megjelenés dátuma  | Epizódok | Lemezek száma | Kiadó            | Források |
| ------------------------------------ | -------- | ------------------ | -------- | ------------- | ---------------- | -------- |
| Kakegurui – Season One Collection    | BD       | 2021. november 30. | 1–12.    | 2             | Sentai Filmworks | [ 33 ]   |
| Kakegurui ×× – Season Two Collection | BD       | 2022. január 25.   | 1–12.    | 2             | Sentai Filmworks | [ 34 ]   |

## Magyar változat
A Kakegurui, a Kakegurui ×× és a Kakegurui ikrek magyar változata a Netflix megbízásából készült 2022-ben. A Kakegurui ikrek magyar szinkronja 2022. augusztus 4-én, a világpremier napján vált elérhetővé, míg a Kakegurui ××-é néhány nappal később. A Kakegurui magyar változata még nem került aktiválásra. A főbb szerepekben Laudon Andrea (Jumeko), Rudolf Szonja (Mary), Ince Sára (Kirari), Czető Roland (Rjóta), Hermann Lilla (Cuzura) és Tamási Nikolett (Jukimi) hallható.

### Szinkronstáb
- Magyar szöveg: Ványai István, Pék Natália
- Hangmérnök: Hollósi Péter
- Vágó: Wünsch Attila
- Gyártásvezető: Gémesi Krisztina
- Szinkronrendező: Kemendi Balázs
- Produkciós vezető: Fekete Márk

A szinkront a Direct Dub Studios készítette.